# Divanella evelinae
Divanella evelinae är en djurart som tillhör fylumet slemmaskar, och som beskrevs av Gibson 1973. Divanella evelinae ingår i släktet Divanella och familjen Tetrastemmatidae. Inga underarter finns listade i Catalogue of Life.